# Цешановиці (Опольське воєводство)
Цешановиці (пол. Cieszanowice, нім. Tscheschdorf) — село в Польщі, у гміні Каменник Ниського повіту Опольського воєводства.
Населення — 173 особи (2011).

## Демографія
Демографічна структура станом на 31 березня 2011 року:
|          | Загалом | Допрацездатний вік | Працездатний вік | Постпрацездатний вік |
| -------- | ------- | ------------------ | ---------------- | -------------------- |
| Чоловіки | 91      | 17                 | 68               | 6                    |
| Жінки    | 82      | 17                 | 45               | 20                   |
| Разом    | 173     | 34                 | 113              | 26                   |